# زیاد ماجد
زیاد ماجد (عربی: زياد ماجد) یک نویسنده و استاد دانشگاه لبنان است که در مطالعات حول قضایای دگرگونی دموکراسی در لبنان، سوریه و مسائل جهان عرب با تمرکز ویژه بر روی سیستم‌های انتخاباتی، احزاب سیاسی و مشارکت زنان در امور عمومی کمک کرده‌است. مؤسسه ایدیا در استکهلم تعدادی از این مطالعات را منتشر کرده‌است.

## فعالیت‌ها

### در سال ۲۰۰۴
ماجد با تعدادی از سیاستمداران، دانشجویان و روشنفکران در تأسیس جنبش چپ دموکراتیک، جنبشی که وی در تأسیس آن شرکت داشت و همچنین با سمیر قصیر مورخ و روزنامه‌نگار و نیز رمان‌نویس الیاس خوری، که در راه‌اندازی «قیام استقلال» در بیروت در سال ۲۰۰۵ نقش مهمی داشته‌است همکاری می‌کرد.

### در سال ۲۰۰۶
دارالنهار کتاب او را تحت عنوان «بهار بیروت و دولت از دست رفته» منتشر نمود که شامل متونی در مورد سیاست لبنان و بحرانهای آن است.

### در سال ۲۰۰۷
ماجد در ایجاد شبکه عربی برای بررسی دموکراسی که یک نهاد غیردولتی متشکل از دانشگاهیان و فعالان جامعه مدنی از بیش از یک کشور عربی (مراکش، الجزایر، تونس، مصر، اردن، لبنان، یمن و بحرین) بود نقش داشت.

### از سال ۲۰۰۹
ماجد هفته‌ای یکبار در وب سایت ناولیبانون در زمینه مسائل مربوط به بهار عربی مطالبی منتشر می‌کرد.

### در سال ۲۰۱۴
او کتاب خود را تحت عنوان «سوریه، انقلاب یتیم» به زبان عربی در دارالنشر «شرق کتاب» (بیروت) و بهزبان فرانسه در دارالنشر «اکت سود» (پاریس) منتشر نمود. این کتاب درگیری‌های سوریه از آغاز انقلاب در سال ۲۰۱۱ با سوابق و مراحل مختلف آن، و نیز تحلیل روابط منطقه‌ای و بین‌المللی مربوط به این درگیری را مورد بررسی قرار می‌دهد.